# Zwendel in ebbenhout
Zwendel in ebbenhout (Frans: Trafiquants de bois d'ébène) is het 22e album uit de Belgische stripreeks Roodbaard van Jean-Michel Charlier en Patrice Pellerin. Het stripalbum werd in 1983 uitgebracht.

## Het verhaal
In de Golf van Guinee worden enkele van Roodbaards mannen gevangengenomen door de plaatselijke koning Mokotéké van de Banga-stam. Hij wil hen enkel vrijlaten als Roodbaard de drie jaar geleden door een Engelse slavenhaler geroofde stamgenoten terugbrengt. De piraten hebben geen keus en gaan op weg naar Jamaica, waarbij Mokotéké's neef Ogooué hen zal vergezellen.
Om de slaven vrij te kunnen kopen is geld nodig, en Roodbaard besluit een Spaans goudschip te overvallen, tegen de zin van Erik, omdat Spanje momenteel niet met Frankrijk in oorlog is en de overval dus piraterij betekent. (de kaperbrieven in hun bezit kunnen alleen in tijd van oorlog tegen vijandige schepen worden gebruikt) Door de listige tactieken van Roodbaard weet de piraat het goudschip Reina Isabel te veroveren en de rest van de Spaanse vloot op de vlucht te jagen.

## Albums
De avonturen van Roodbaard en Erik over de slavenroof werden niet in chronologische volgorde uitgegeven. De twee albums zijn:
- 22. 1983 - Zwendel in ebbenhout (Trafiquants de bois d'ébène)
- 25. 1987 - Opstand in Jamaica (Les révoltés de la Jamaïque)